# Nærøysund Bro
Nærøysund Bro er en hængebro som krydser Nærøysundet mellem Marøya i Nærøy og Vikna i Trøndelag fylke i Norge. Sammen med Marøybroen forbinder den Vikna med fastlandet. Nærøysund Bro er 701 meter lang, med et hovedspænd på 325 meter og en gennemsejlingshøjde 41 meter. Broen har 17 spænd. Opførelsen startede i januar 1978, og broen blev åbnet 6. november 1981. Broerne er del af riksvej 770.

## Ekstern henvisning
- Marøyposten: Nærøysundbrua Arkiveret 31. oktober 2015 hos  Wayback Machine